# Шидловский, Анатолий Корнеевич
Анато́лий Корне́евич Шидло́вский (укр. Анатолій Корнійович Шидловський), (род. 10 октября 1933, с. Веприк (ныне Бобровицкого района Черниговской области Украина) — украинский и советский учёный в области электротехники и электроэнергетики, профессор, член-корреспондент АН УССР (с 1978), действительный член (академик) Национальной академии наук Украины. Вице-президент НАН Украины (1998—2004). Заслуженный деятель науки и техники Украинской ССР (1991). Лауреат Государственной премии УССР (1982).

## Биография
В 1957 г. окончил Киевский политехнический институт. С 1959 г. работал в Институте электродинамики АН УССР. С 1973 г. — в должности директора института.
В 1989—1998 г. — академик-секретарь Отделения физико-технических проблем НАН Украины, в 1998—2004 г. — на должности вице-президента НАН Украины.

## Научная деятельность
Основные труды А. К. Шидловского посвящены исследованию многофазовых электрических цепей, развитию их теории, созданию многофункциональных устройств для стабилизации параметров электроэнергии.
Он является автором общей теории устройств компенсации фазовых последовательностей напряжений и токов в многофазных цепях применительно к проблеме стабилизации параметров энергии в электрических системах с несимметричными и нелинейными элементами.
Под руководством ученого разработаны принципы построения схем и устройств для повышения качества электроэнергии в электросистемах, методы анализа и синтеза таких устройств.
А. К. Шидловский — главный редактор журнала «Технічна електродинаміка» и сборника «Праці Інституту електродинаміки НАН України», член редколлегии издания «Відновлювальна енергетика».
За годы работы в институте им создана научная школа. Среди его учеников — 14 докторов и 45 кандидатов наук.
Характерным для научного наследия Шидловского является органическая связь фундаментальных исследований с решениями важных для народного хозяйства и промышленности прикладных задач. При непосредственном участии Анатолия Корнеевича был решен ряд научно-технических заданий по разработке и внедрению на предприятиях Украины и стран СНГ симметрирующих устройств для индукционных сталеплавильных печей, двух трехколонных установок электрошлакового переплава, блоков управления конденсаторными установками, а также устройств для нормализации показателей качества напряжения на входе высокочувствительного оборудования, фильтросимметрических устройств для электропитания радиоэлектронной аппаратуры, микропроцессорных систем управления электромобилями.

### Избранная библиография
Автор более 450 научных трудов, в том числе 20 монографий, более 170 изобретений, патентов и 2-х открытий.
- Стабилизация параметров электрической энергии в распределительных сетях (в соавт.)
- Уравновешивание режимов многофазных цепей (в соавт.)
- Измерительные и преобразовательные устройства для электроэнергетики (отв. ред.)
- Вентильные преобразователи переменной структуры
- Расчеты электрических нагрузок систем электроснабжения промышленных предприятий
- Координированная оптимизация режимов питающей и распределительной электрических сетей
- Симметрирующие устройства с трансформаторными фазосдвигающими элементами
- Частичная компенсация токов обратной последовательности и реактивной мощности несимметричных нагрузок
- Анализ устройств для частичного симметрирования изменяющихся нагрузок
- Тиристорные преобразователи постоянного напряжения для низковольтного электротранспорта
- Согласованный способ передачи электроэнергии по несимметричным линиям
- Выбор параметров и мест установки симметрирующих устройств в трехфазных сетях с многократной несимметрией нагрузок и др.
- Направления развития электроэнергетики и энергомашиностроения
- Проблемы развития энергетики и др.

## Награды
- Орден князя Ярослава Мудрого V степени (6 октября 2003 года) — за выдающиеся личные заслуги перед Украинским государством в развитии электроэнергетики и электротехники, укреплении научно-технического потенциала Украины и по случаю 70-летия со дня рождения[2].
- Орден «За заслуги» ІІІ степени (19 августа 1997 года) — за выдающиеся достижения в труде, способствующие экономическом, научно-техническом и социально-культурном развитии Украины и по случаю шестой годовщины независимости Украины[3].
- Орден Дружбы (13 мая 2003 года, Россия) — за большой вклад в развитие электроэнергетики, укрепление дружбы и сотрудничества между Российской Федерацией и Украиной[4].
- Командор ордена Заслуг перед Республикой Польша (3 сентября 2001 года, Польша)[5].
- Орден «Знак Почёта» (1983).
- Заслуженный деятель науки и техники Украинской ССР (31 июля 1991 года) — за заслуги в развитии и внедрении научных исследований и подготовке кадров[6].
- Государственная премия УССР в области науки и техники (1982).
- Почётный директор Института электродинамики НАН Украины
- Почётный профессор Национальной горного университета Украины (Днепропетровск), Национального технического университета «Харьковский Политехнический Институт» и Института электроэнергетики технического университета (Лодзь, Польша)